# 吉林省教育厅
吉林省教育厅是吉林省人民政府的组成部门、主管吉林省教育工作的省级教育行政部门。